# Klagemauertunnel

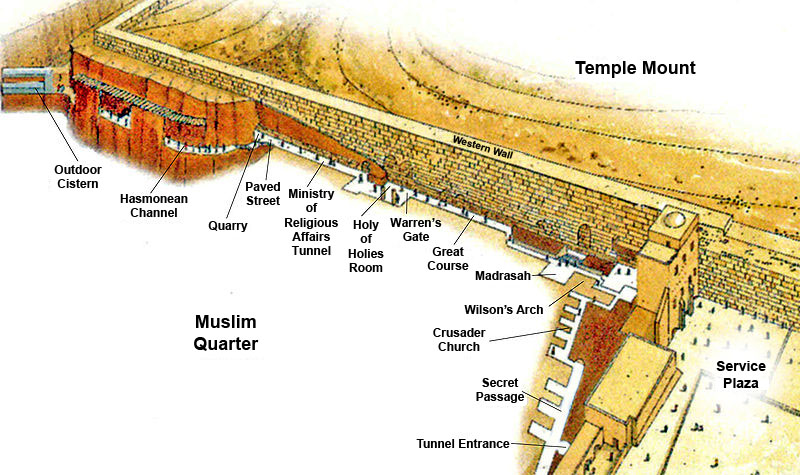
Klagemauertunnel

Der Klagemauertunnel (hebräisch: מנהרת הכותל / Minheret Hakotel), der über die gesamte nicht freiliegende Länge neben der Westmauer verläuft, liegt unter Gebäuden der Jerusalemer Altstadt. Während der offen zugängliche Teil der Westmauer, die sogenannte Klagemauer nur etwa 60 Meter lang ist, ist der Großteil nicht freigelegt und liegt im Untergrund, der Tunnel ermöglicht den Zugang auf einer Länge von insgesamt 485 Metern.

## Geschichte
Im Jahr 19 v. Chr. begann König Herodes mit einem Bauprojekt im Bereich des Tempelbergs in Jerusalem. Aber erst lange nach seinem Tod wurden um den Tempelberg vier Stützwände gebaut und der Tempelberg bis zu den Stützwänden erweitert. Diese Stützwände blieben bestehen, auch nachdem der Tempel selbst im Jahre 70 n. Chr. von den Römern zerstört worden war.
Nach dem Jahr 70 wurden jedoch große Teile der Wände abgetragen. Nur ein Teil der ehemaligen westlichen Umrandung blieb bestehen: die heutige Klagemauer. Ein weitaus größerer Teil der Westmauer des ehemaligen Tempels lag jedoch im Untergrund und wurde überbaut.

## Ausgrabung
Britische Forscher begannen mit Ausgrabungen an der Westmauer in der Mitte des 19. Jahrhunderts. Charles Wilson im Jahre 1864, gefolgt von Charles Warren 1867–1870. Wilson entdeckte einen Bogen, der nach ihm benannt wurde, den Wilson-Bogen, der 12,8 m breit ist und über dem heutigen Bodenniveau liegt. Es wird angenommen, dass der Bogen Teil einer Brücke war, die den Tempelberg mit der Stadt während der Zeit des Zweiten Tempels verband. 
Nach dem Sechstagekrieg begann das Ministerium für religiöse Angelegenheiten Israels mit Ausgrabungen mit dem Ziel, die gesamte Westmauer des Tempels freizulegen. Die Ausgrabungen dauerten fast 20 Jahre und brachten viele bisher unbekannte Fakten über die Geschichte und Geographie des Tempelbergs an den Tag. Erschwerend kam dabei hinzu, dass der unterirdische Teil der Westmauer unter Wohngebieten hindurch auf Bauwerken aus der Zeit des Zweiten Tempels verläuft. Die Überwachung der Ausgrabungen geschah durch wissenschaftliche und religiöse Experten. Seit 1988 werden Ausgrabungen, Wartung und Renovierung der Westmauer und des Platzes davor durch die staatlich kontrollierte Stiftung für das Erbe der Klagemauer finanziert.

## Eigenschaften des Tunnels

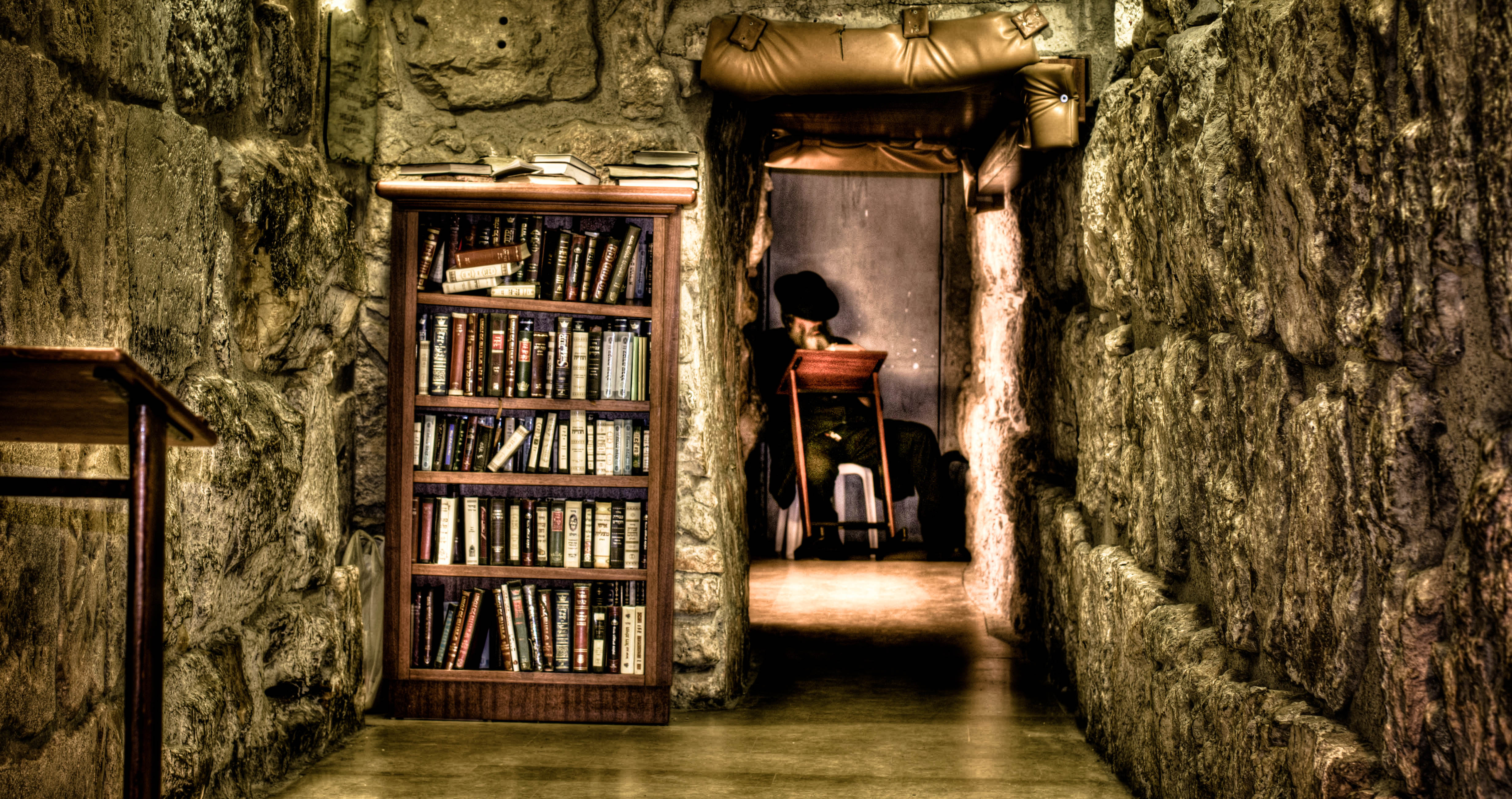

Der Tunnel hat eine Gesamtlänge von 485 Metern. Mit Hilfe des Tunnels ist die gesamte noch erhaltene Westmauer des Tempels zugänglich. Während der Ausgrabungen wurden viele archäologische Funde gemacht, darunter Funde aus der Zeit von Herodes (Straßen, Mauerwerke), Abschnitte einer Rekonstruktion der Klagemauer aus der Zeit der Omajjaden und verschiedene Bauten aus den Perioden der Hasmonäer, Ayyubiden und Mamluken. 
Das Warren-Tor liegt etwa 46 Meter tief im Tunnel. An diesem kleinen, abgesperrten Eingang errichtete Rabbi Yehuda Getz eine kleine Synagoge. An diesem Punkt kann ein Jude dem Allerheiligsten des ehemaligen Tempels am nächsten kommen. Am nördlichen Teil der Westmauer wurden Reste einer Wasserleitung, die ursprünglich Wasser auf den Tempelberg lieferte, gefunden. Der Kanal führt durch ein als Struthion Becken bekanntes unterirdisches Wasserbecken, die genaue Quelle des Kanals ist aber nicht bekannt.

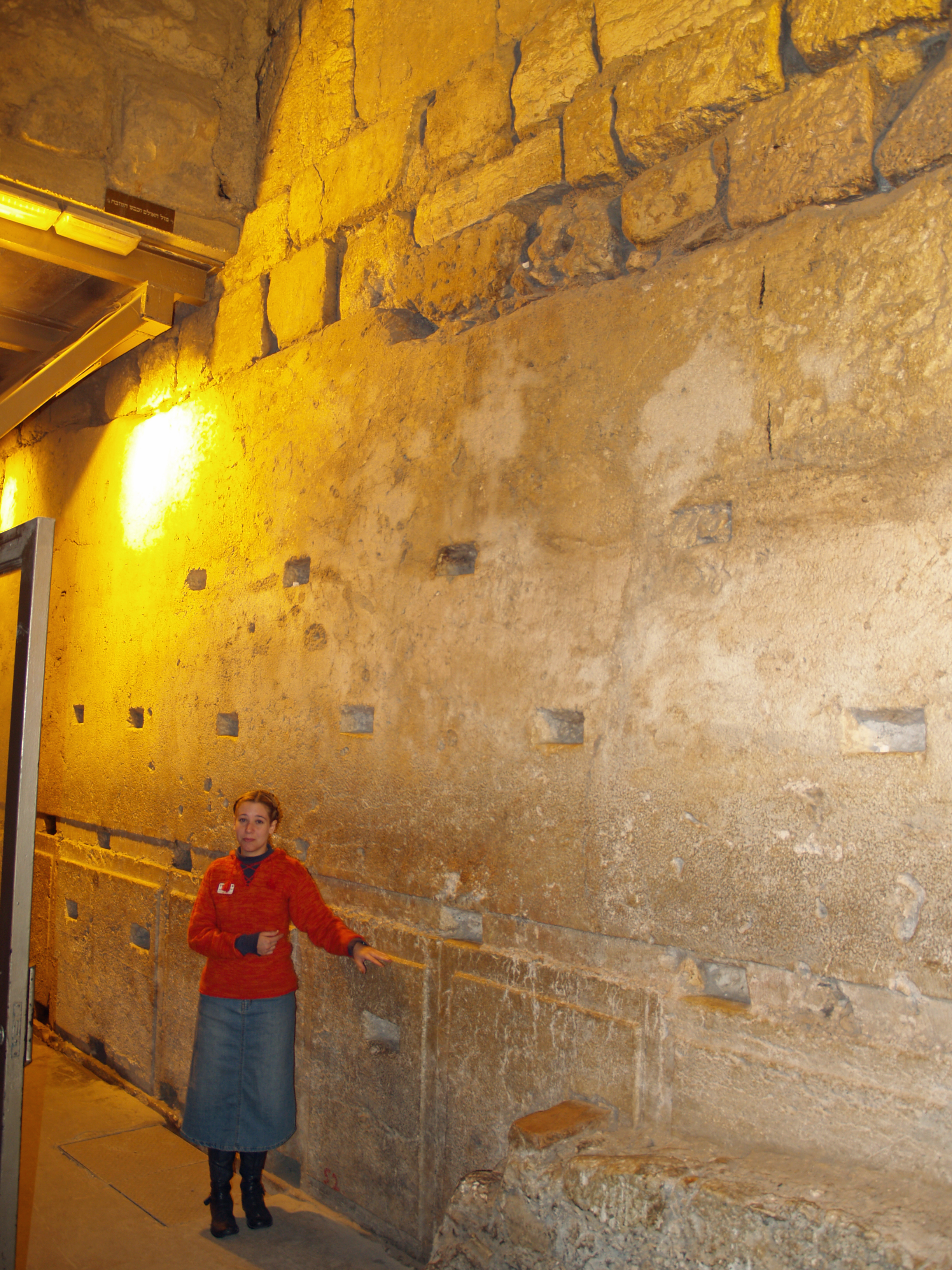
Der Weststein, 510 Tonnen schwer

Der größte steinerne Block in der Westmauer, oft als Weststein bezeichnet, liegt auch innerhalb des Tunnels. Er hat eine Länge von 13,6 m, eine Höhe von 3 m und eine geschätzte Tiefe zwischen 2 und 3,5 m. Sein Gewicht wird auf über 500 Tonnen geschätzt. Die Verbauung eines derart gigantischen Steines ähnelt den noch größeren Exemplaren im Jupitertempel von Baalbek im Libanon und wirft die Frage auf, welchen Zweck dieser „römische Brauch“ in einem jüdischen Tempel hatte.
Angrenzend an den Tunnel liegt ein Museum namens Sharsheret Ha Dorot (Kette der Generationen) von Eliav Nahlieli. Es zeigt alte und moderne jüdische Geschichte und enthält eine audiovisuelle Show sowie neun Glasskulpturen, die der Glaskünstler Jeremy Langford geschaffen hat.
2007 wurde von der Israelischen Antikenbehörde (IAA) eine alte römische Straße freigelegt, vermutlich aus dem zweiten bis vierten Jahrhundert. Es war eine Nebenstraße, die wahrscheinlich zwei wichtige Straßen verbunden hat und bis zum Tempelberg führte. Die Entdeckung der Straße machte klar, dass die Römer den Tempelberg nach der Zerstörung des Tempels im Jahre 70 n. Chr. weiter benutzt haben.